# 아기오스 안드레아스 대성당 (파트라)
아기오스 안드레아스 대성당(그리스어: Ιερός Ναός Αγίου Ανδρέα Πάτρα) 또는 성 안드레아 대성당은 그리스 파트라의 시내 중심가 서쪽에 있는 그리스 정교회의 주교좌 성당이다. 수호성인은 사도 안드레아이다. 1908년 건축가 아나스타시오스 메탁사스와 그의 후임자인 요르요스 노미코스의 감독 아래 비잔티움 양식의 성당으로 건축되었다. 공사 개시 66년 만인 1974년에 완공됐다. 넓이는 약 1,800미터에 달하며, 2천 평방미터라고 하는 기록도 있다. 현재 그리스에서 가장 큰 성당이면서 발칸 반도에 있는 비잔티움 양식 성당들 중에서는 성 사바 대성당과 소피아 알렉산드르 넵스키 대성당에 이어 세 번째로 큰 성당이다. 대성당의 중앙 돔 위에는 5미터 높이의 금으로 도금한 십자가가 세워져 있고, 다른 돔들 위에도 보다 작은 십자가 12개가 세워져 있다. 이 십자가들은 예수와 열두 사도를 상징한다. 대성당 내부는 비잔티움 양식의 벽화와 모자이크화로 장식되어 있다.

## 성해

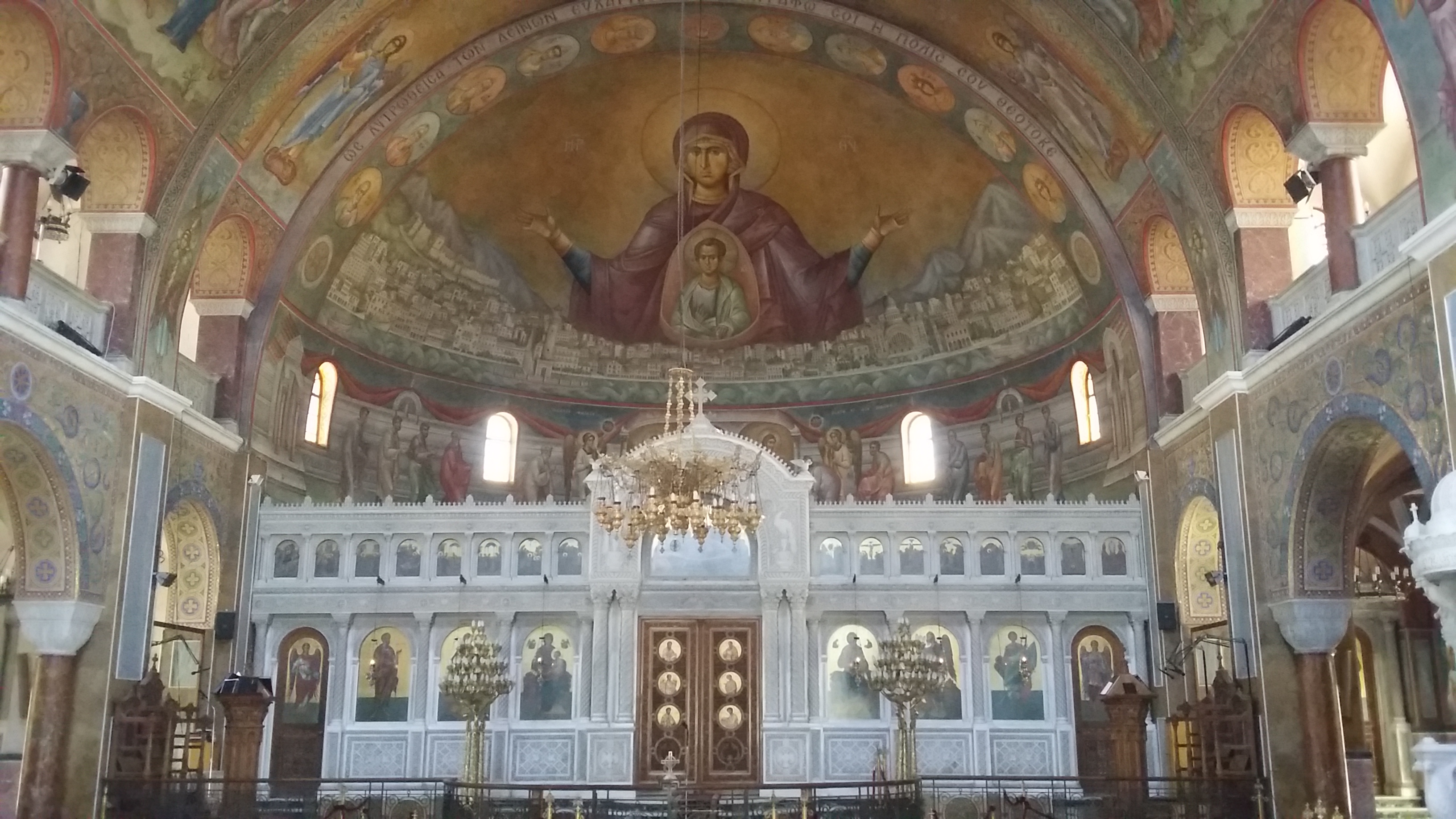
대성당 내부

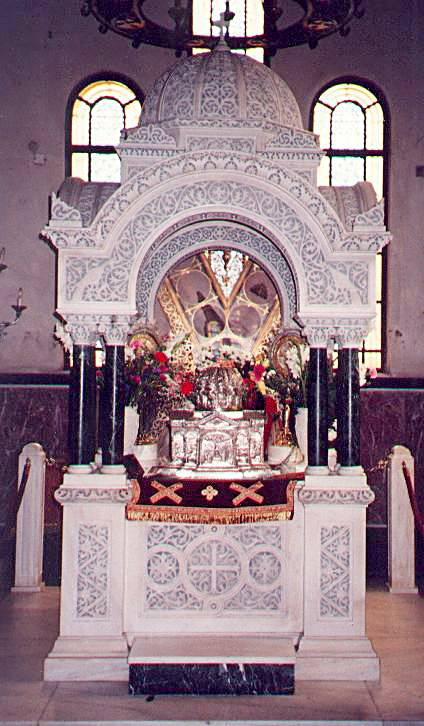
성 안드레아의 유해

대성당 안에는 사도 안드레아의 작은 손가락 뼈와 두개골의 일부, 그가 순교할 때 못박혔던 십자가 일부 조각이 안치되어 있다. 안드레아의 두개골 유해는 1964년 9월 교황 바오로 6세의 지시로 바티칸의 성 베드로 대성전에서 가져온 것으로, 9월 24일 아우구스틴 베아 추기경을 필두로 한 15명의 추기경이 파트라의 주교 콘스탄티노스에게 직접 성해를 전달하였다. 그리스 총리 요르요스 파판드레우 (1888년)를 포함하여 수많은 군중과 그리스 정교회의 주교들이 성해 반환 예식에 참석했다. 시내를 가로지른 장엄한 행렬 끝에 두개골은 대성당 내부에 마련한 은제 보관함에 안치됐다. 사도 안드레아의 십자가는 부르고뉴 공작이 이끈 십자군 병사들에 의해 탈취되어 마르세유의 성 빅토르 성당에 안장됐던 것을 1980년 1월 19일 반환받았다.

## 같이 보기
- 사도 안드레아